# Processeur réseau
Pour les articles homonymes, voir NPU.

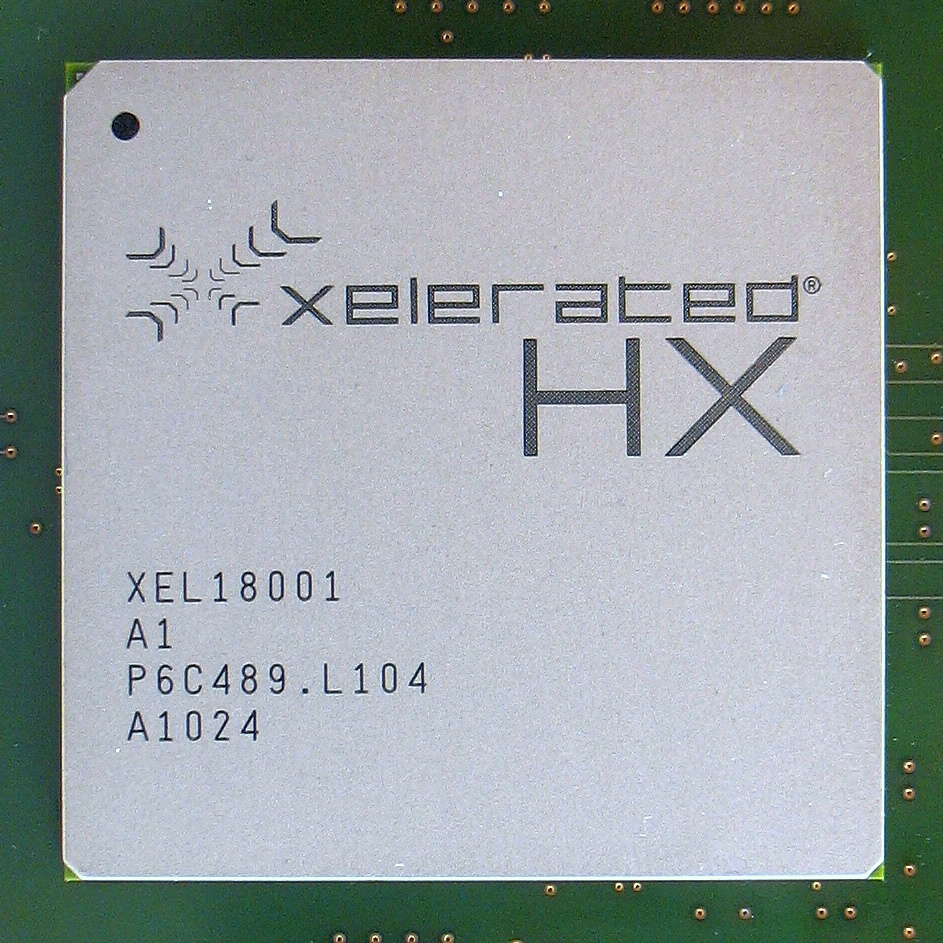
Un Network processor 100G

Un processeur réseau (ou NPU, acronyme de anglais : Network Processing Unit) est un processeur conçu pour accélérer l'usage du réseau en implémentant directement dans ses circuits certaines fonctions normalement réalisées par du code machine.